# Ona gravitatòria còsmica de fons
Una ona gravitatòria còsmica de fons (de l'anglès gravitational wave background o també GWB i stochastic background) és un possible objectiu experimental de detecció d'ona gravitatòria. La detecció d'un fons aquest tipus tindria un profund impacte en l'enteniment de la cosmologia dels principis de l'univers i la física d'alta energia. L'emissió de les ones gravitacionals de fonts astrofísiques poden crear un fons estocàstic d'ones gravitacionals. Per exemple, una estrella prou massiva en l'etapa final de la seva evolució es col·lapsarà per formar o bé un forat negre o una estrella de neutrons – en el ràpid col·lapse durant els moments finals d'un explosiu esdeveniment de supernova, que pot conduir a aquestes formacions, les ones gravitacionals teòricament poden ser llavors alliberades. A més, en estrelles de neutrons de ràpida rotació hi ha tota una classe d'inestabilitats impulsades per l'emissió d'ones gravitacionals.
Els esforços per detectar el fons d'ones gravitacionals estan en curs. L'11 de febrer de 2016, les col·laboracions LIGO i VIRGO van anunciar la primera detecció i observació de les ones gravitacionals, que va tenir lloc al setembre de 2015. En aquest cas particular, dos forats negres s'havien topat per produir ones gravitacionals detectables. Aquest és el primer pas per al descobriment de la GWB.